# Амиантиум
Амиа́нтиум (лат. Amianthium) — монотипный род растений семейства Мелантиевые (Melanthiaceae). Включает единственный вид: Амиа́нтиум мухомо́рный (Amianthium muscitoxicum).

## Название
Латинское название растения было дано Томасом Уолтером (англ. Thomas Walter), которое он использовал в работе «Flora Caroliniana» (1788 год). Иногда видовой эпитет произносят как «muscaetoxicum».

## Ботаническое описание
Многолетнее травянистое растение, образует клубни. Растение обладает самонесовместимостью, что препятствует самоопылению, и опыляется в основном жуками. 

## Ядовитость
Все части растения ядовиты, наиболее ядовиты клубни. Растение содержит токсичные алкалоиды — иервин и амиантин. 

## Распространение
Встречается на юго-востоке Соединённых Штатов Америки к северу до Пенсильвании, к западу приблизительно до гор Аппалачи (с небольшим ареалом в Озарке) и к югу до Северной Флориды.

## Хозяйственное значение и применение
Может быть использован в качестве декоративного растения.
Американские колонисты смешивали его клубни с сахаром для истребления мух. Действие этой смеси обусловлено токсичностью амиантума.